# STS-3
STS-3は、3度目のスペースシャトルのミッションで、同時にコロンビア号の3度目の飛行である。スペースシャトル外部燃料タンクの塗装なしでの打上げは初めてとなった。また、ニューメキシコ州ホワイトサンズに着陸した唯一のミッションである。

## 乗組員
- 船長：ジャック・ルーズマ (2)
- 操縦手：ゴードン・フラートン（英語版） (1)

### バックアップ
- 船長：ケン・マッティングリー
- 操縦手：ヘンリー・ハーツフィールド

## ミッションパラメータ
- 質量
  - 離陸時:106,782kg
  - 着陸時:93,924kg
  - OSSペイロード:10,301kg
- 近点:241km
- 遠点:249km
- 軌道傾斜角:38.0°
- 軌道周期:89.4分

## ミッションハイライト
1982年3月22日11時00分EST、予定通りの日にコロンビア号の3度目の打上げが行われた。打上げは、地上に設置された窒素ガスヒーターの不調のため、予定よりも1時間遅れた。コロンビア号はオービタ整備施設に70日間しか留まらなかったが、これは最短の記録である。船長のジャック・ルーズマと操縦手のチャールズ・フラートンの2人が乗り込んだ。

ケネディ宇宙センターを飛び立つSTS-3

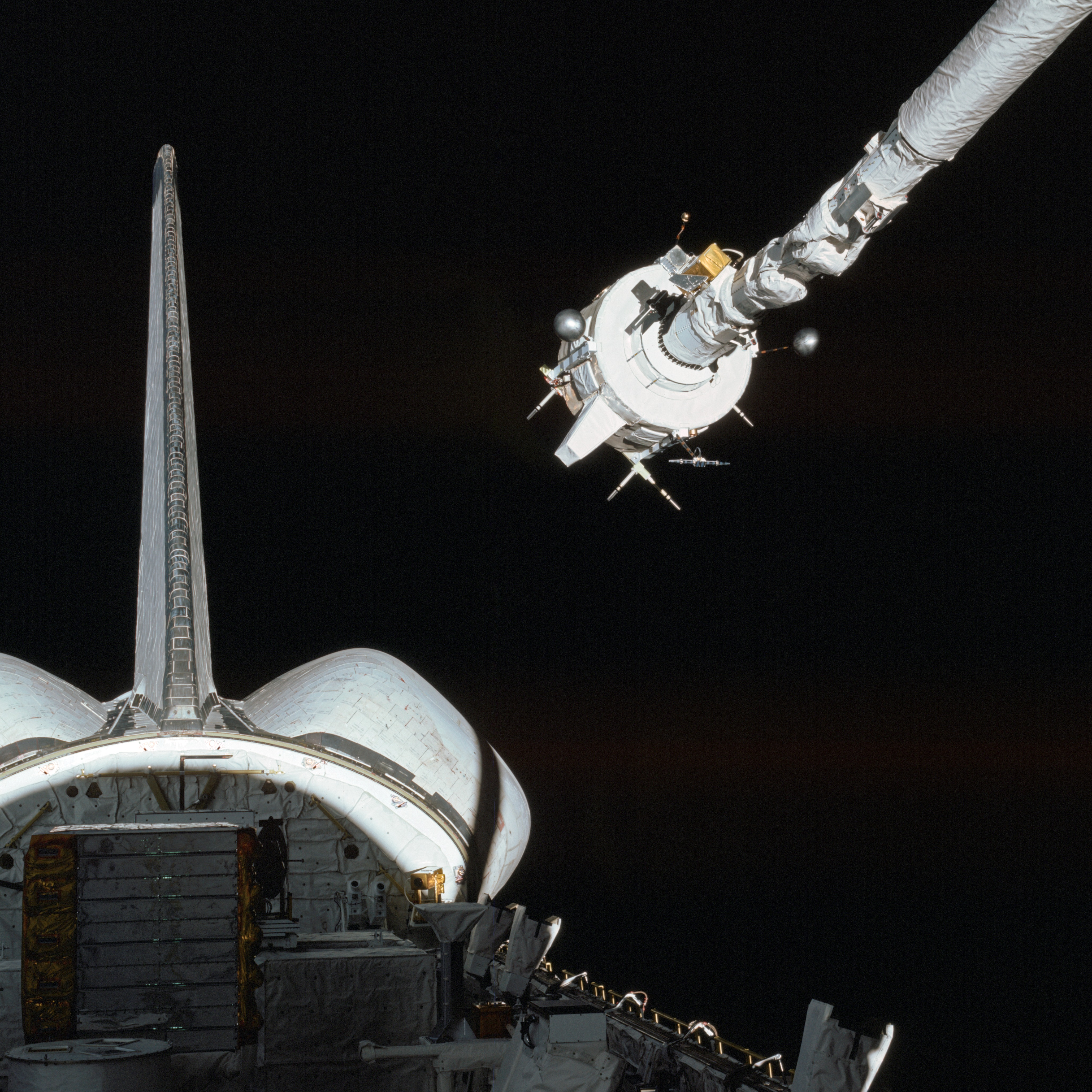
カナダアームに掴まれるPlasma Diagnostics Package (PDP)

飛行の第一の目的は、カナダアームの試験を続けることとコロンビア号の尾部と頂部を様々な時間で太陽に向けて耐熱性の試験を行うことであった。
さらに、地球周囲の環境を計測するためにスペースラブに搭載する機器をDFIパッケージとOSSIに載せて運んだ。Getaway Specialもペイロードベイの横に積まれた。
ミッドデッキロッカーでは、初めて複数の実験が行われた。この中には、Continuous Flow Electrophoresis System experimentやMono-disperse Latex Reactor experimentも含まれていた。また、昆虫の動きを研究する初めてのShuttle Student Involvement Project (SSIP)もミッドデッキロッカーで行われた。
飛行中、乗組員2人ともが宇宙病にかかった。また、Auxiliary Power Unitのオーバーヒートが1度起こり、3月26日には3つの通信手段が途絶えた。
STS-3は7日間が予定されていたが、着陸予定地のエドワーズ空軍基地が豪雨によって冠水していた上に、代替着陸予定地のホワイトサンズにも強風が吹いていたため、1日延期された。着陸を支援する装置がエドワーズ空軍基地からホワイトサンズに運ばれたが、当初予定されていたアメリカ空軍の貨物輸送機ではなく、1000マイル以上をアッチソン・トピカ・アンド・サンタフェ鉄道とサザン・パシフィック鉄道を使って陸路で運搬することにより、NASAは200万ドルの運搬費を節約した。

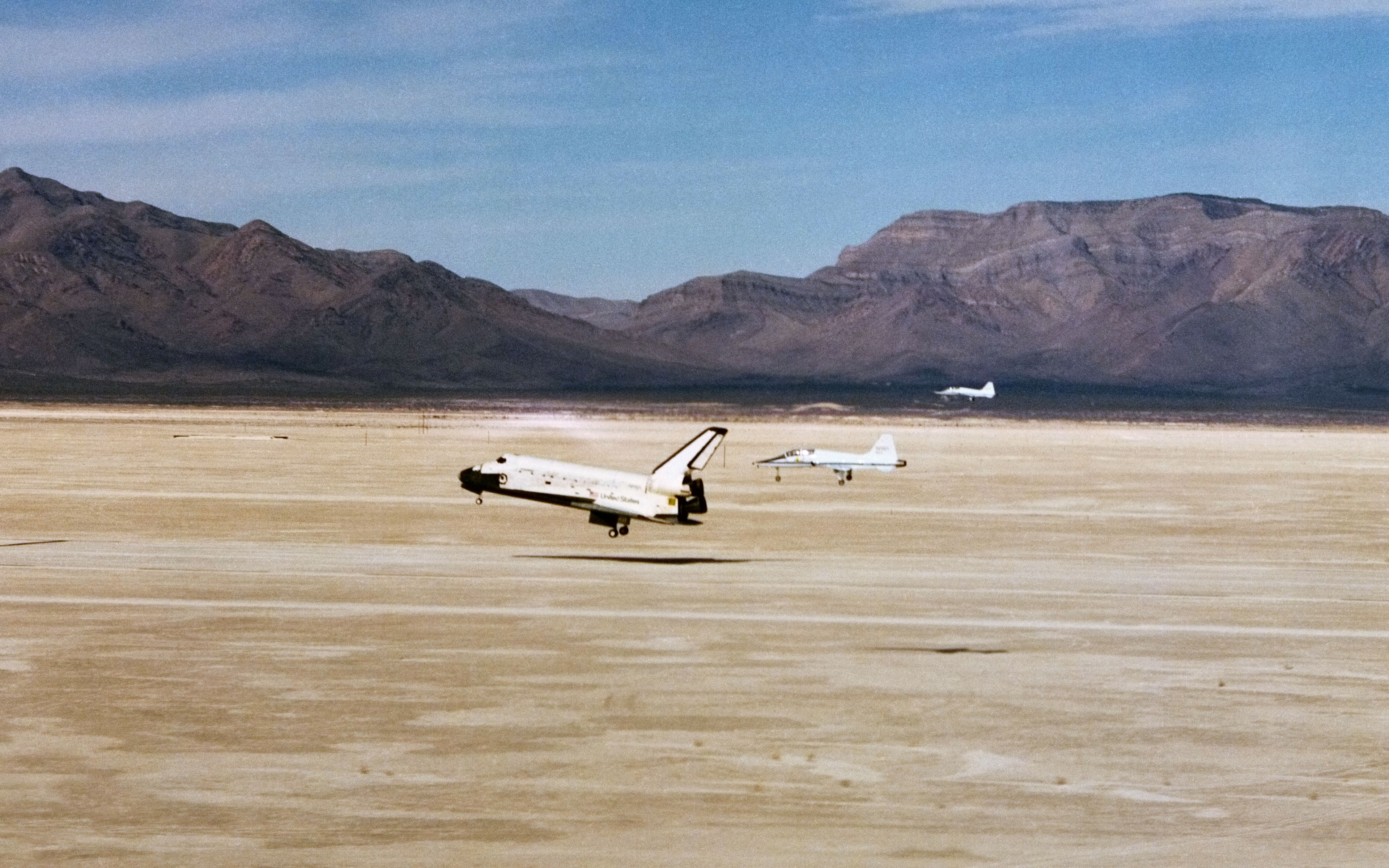
2機のT-38に伴われてのホワイトサンズへの着陸

着陸は、最終的に1982年3月30日9時5分MSTに行われた。STS-3はホワイトサンズ・ミサイル実験場に着陸した唯一のスペースシャトルのミッションになった。最終的な接近は部分的に自動操縦で行われたが、自動着陸プログラムは完了せず、最後は手動で行われた。
コロンビア号は8日と4分45秒の飛行で地球を130周し、531万kmを移動した。合計で36枚の耐熱タイルが失われ、19枚が損傷を受けた。ケネディ宇宙センターには、1982年4月6日に帰還した。
これは、NASAがバックアップ要員を指名した最後のミッションとなった。

## ミッションの徽章
星から姿を現すように描かれたスペースシャトルは、宇宙探査の明るい未来を意味している。オービタはカナダアームでPDPを掴んでおり、ペイロードベイでは多くの実験が行われている。黒い背景は、このミッションが始まった時間を表している。橙色の大きな三角形は、ミッションに関わる多くの人を表している。2人の乗組員の名前が、コロンビア号の名前とともに周りに書かれている。

## 起床の音楽
| 日    | 曲                     | 歌手/作曲家            |
| ----- | ---------------------- | ---------------------- |
| Day 2 | "On the Road Again"    | ウィリー・ネルソン     |
| Day 3 | "海兵隊讃歌"           |                        |
| Day 4 | "アメリカ空軍の歌"     |                        |
| Day 5 | "セイリング"           | クリストファー・クロス |
| Day 6 | "Six Days on the Road" | デイヴ・ダドリー       |
| Day 7 | "This is My Country"   |                        |